# Hans Lasser
Hans Lasser (* 13. Oktober 1891 in Metz; † 14. Juli 1932 in München) war ein figurativer Maler des Expressionismus im Deutschland der 1920er Jahre.

## Leben
Hans Lasser wurde als Sohn eines evangelischen „Generalarztes“ in Metz geboren, das seinerzeit durch den Frieden von Frankfurt noch als Bezirk Lothringen dem Deutschen Reich zugeordnet war. Nach seiner ersten künstlerischen Ausbildung bei E. Groß und Emil Schneider in Straßburg, studierte Hans Lasser von 1911 bis 1913 Malerei bei Carl von Marr an der Königlichen Akademie der Bildenden Künste München. 1914 reiste er nach Paris. Mit dem Ende des Ersten Weltkriegs übersiedelte Hans Lasser 1918 dauerhaft nach München in die Hiltensbergerstraße 36.
Ab 1920 gehörte er der Münchener Neuen Secession an, wo er Figurenbilder, Porträts und auch Landschaften ausstellte. 1922 gab es eine Kollektivausstellung bei Hans Goltz in München, die Jubiläumsausstellung „10 Jahre Neue Kunst in München“, u. a. mit Otto Dix, Max Ernst, Lyonel Feininger und 1924 dann u. a. mit Oskar Kokoschka und Lovis Corinth. Hans Lasser begleitete 1926 den Autor Georg Britting und den Maler Josef Achmann auf einer längeren Reise durch Italien und schuf dabei die Zeichnungen zu Reisestationen und Texten von Georg Britting, der diese in der Frankfurter Zeitung und in der Magdeburgischen Zeitung veröffentlichte. Auf der internationalen Ausstellung „Der schöne Mensch in der neuen Kunst“ vom 16. Juni bis 6. Oktober 1929 auf der Mathildenhöhe Darmstadt, wurden zwei Werke von Lasser neben u. a. Marc Chagall, Max Pechstein oder Oskar Schlemmer ausgestellt. Vom 30. Mai bis Anfang Oktober 1930 war Hans Lasser mit sechs Exponaten auf der „Deutschen Kunstausstellung München 1930 im Glaspalast“ vertreten. Neben Werken von Max Beckmann, Oskar Kokoschka, Max Liebermann und Emil Nolde wurde dabei sein Bild Sommer ebenfalls im Katalog direkt abgebildet.
Er war verheiratet mit Wilhelmine Lasser, die als Witwe dann 15 Jahre als Missionsärztin in China arbeitete. Hans Lasser verstarb mit 40 Jahren und wurde am 16. Juli 1932 in München beigesetzt.

## Werk
Lassers Gemälde zeichnen sich durch kompakte, die Bildfläche betonende Kompositionen, durch weiche Körperlichkeit und vereinfachende Plastizität der Figuren und Gegenstände sowie durch ihren breitflächigen Farbauftrag aus. Seine Werke sind heute in Privatsammlungen verstreut. Bekannt sind u. a.:

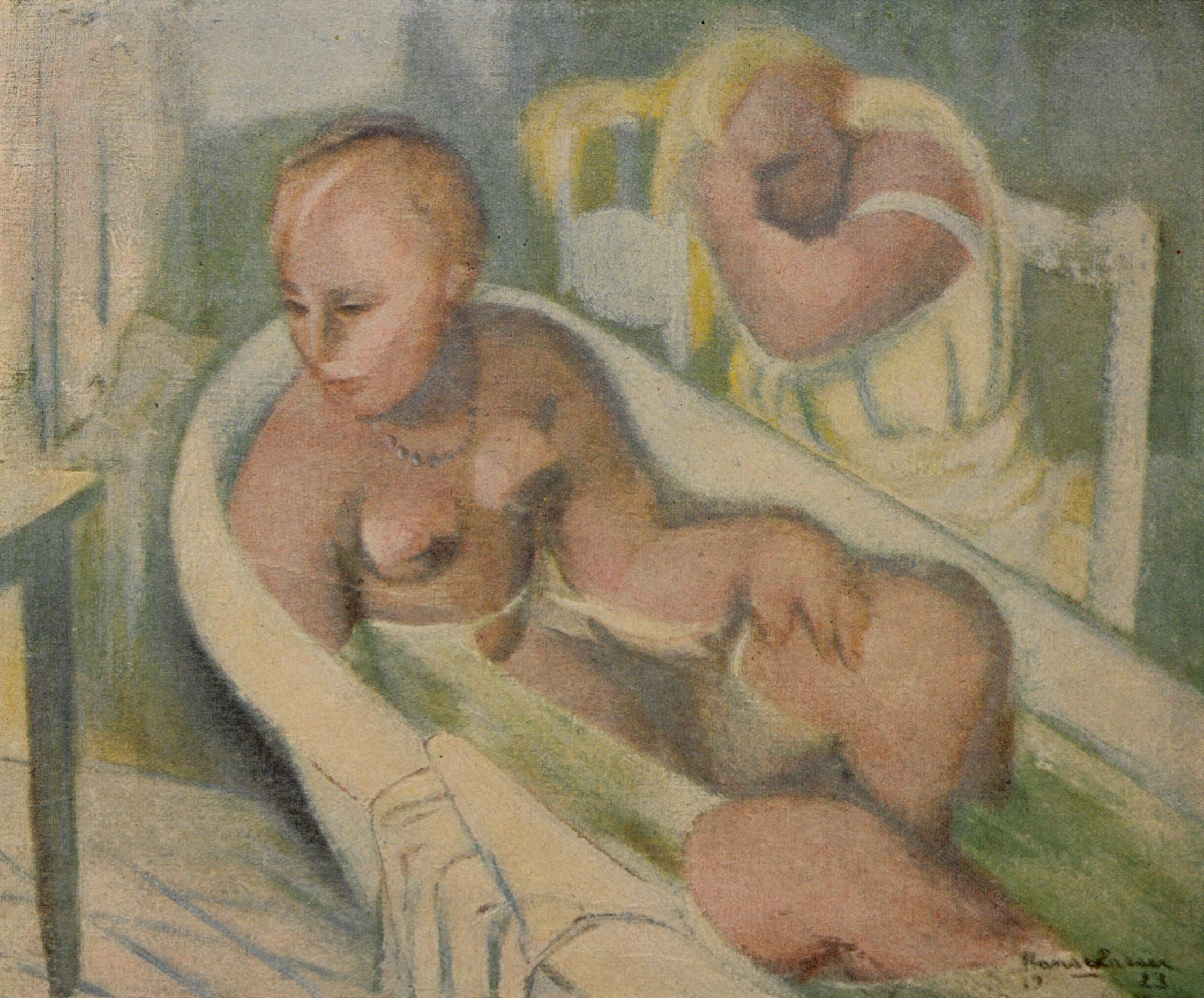
„In der Wanne“ (1923, Zeichnung Aquarell, Gouache/Papier)

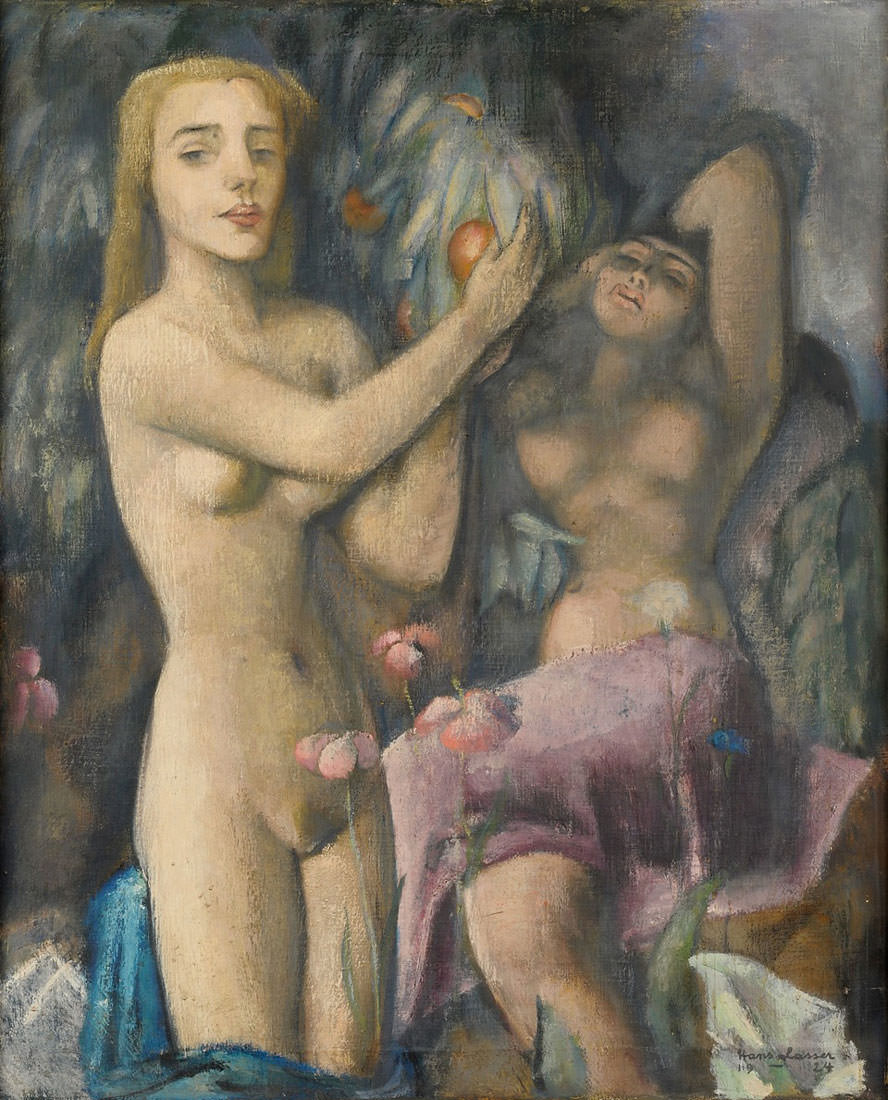
„Der Traum“ (1924, Öl/Leinwand, ca. 85 × 70 cm)

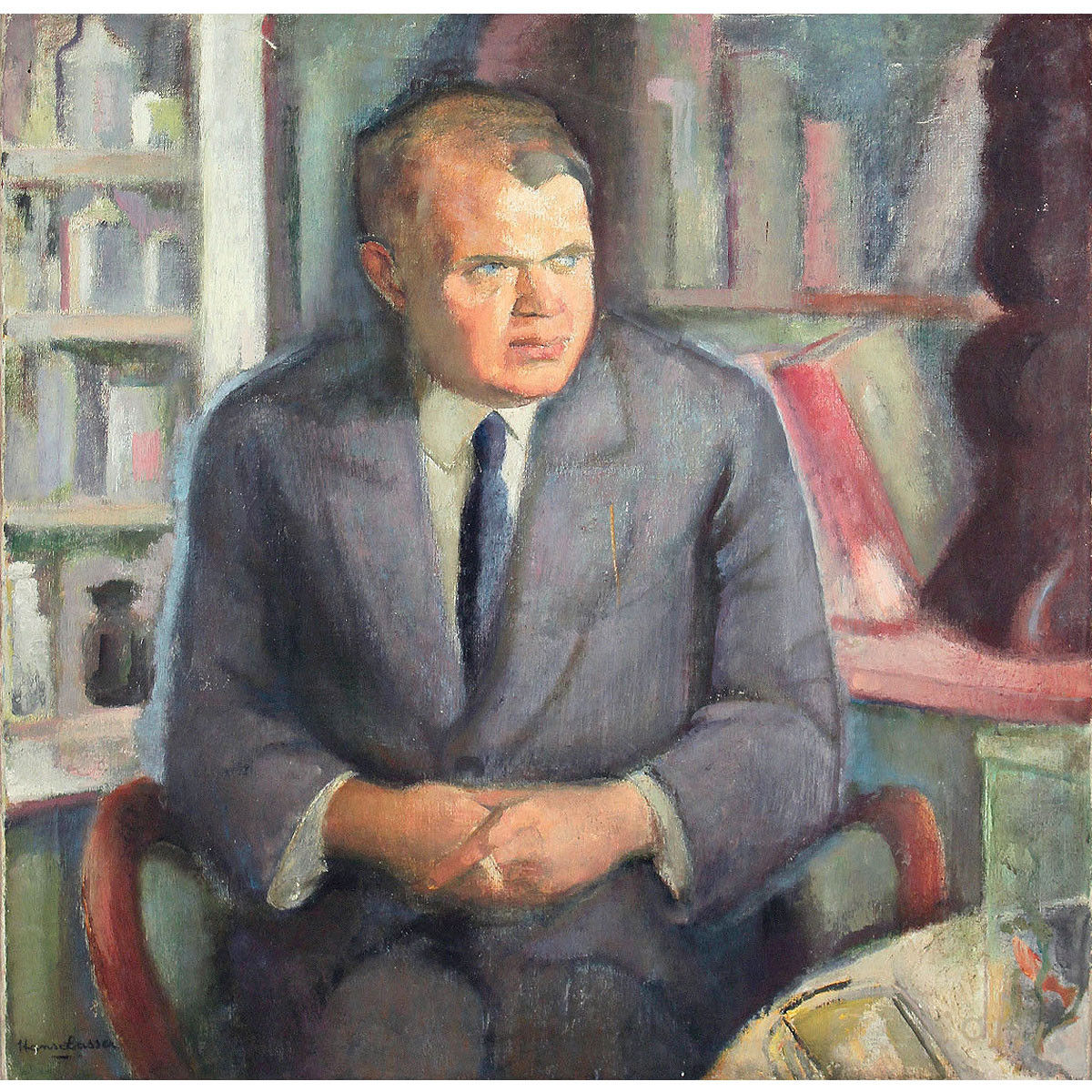
„Herrenbildnis“ (ca. 1925, Öl/Leinwand, 85 × 85 cm)

- „Bischheim – Mädchen auf einen Acker zuschreitend“ (1917, Gouache/Papier, 24,5 × 34 cm)
- „Mann mit Pferd auf Waldweg“ (1917, Gouache, 24 × 32 cm)
- „Radfahrer auf Dorfstraße“ (1922, Gouache, 28 × 33,5 cm)
- „Landschaft mit Mann auf Bank sitzend, daneben ein Pferd“ (1922, Zeichnung Aquarell, Gouache/Papier, 33,6 × 27,8 cm)[10]
- „Bildnis einer jungen Dame“ (1923, Öl auf Leinwand, 79,5 × 66,5 cm)
- „Bergdorf“ (1923, Gouache, 34,7 × 24,7 cm)
- „Blick auf Dorf in Hügellandschaft“ (1923, Gouache, 33,6 × 27,8 cm)
- „Badende“ (~1923, Ausstellung der Münchener Neuen Secession)[11]
- „In der Wanne“ (1923, Zeichnung Aquarell, Gouache/Papier)[12]
- „Akt“ (1924, Öl/Leinwand)
- „Der Traum“ (1924, Öl/Leinwand, ca. 85 × 70 cm)
- „Herren-Bildnis“ (1925, Ausstellung der Münchener Neuen Secession)[13]
- „Herrenbildnis“ (~1925, Öl/Leinwand, 85 × 85 cm)
- „Mädchen“ (1927, Zeichnung)[14]
- „Aus dem Bad steigendes Mädchen“ (~1927)[15]
- „Volem Dam“ (1928, Öl/Leinwand, 56 × 47 cm)
- „Am Trapez“ (~1928, Ausstellung Deutsche Kunst)[16]
- „Liegender weiblicher Akt“ (1929, Zeichnung Aquarell, Tinte, 30 × 23 cm)
- „Mädchen im Kahn“ und „Das Paar“ (~1929)[7]
- „Apfelernte“ (~1930, Öl/Leinwand)
- „Schiffsschaukel“ (~1930, Öl/Leinwand)
- „Sommer“ (~1930, Öl/Leinwand)
- „Wanderer im Schnee“ (~1930, Öl/Leinwand)
- „Selbstbildnis“ (~1930, Öl/Leinwand)
- „Frau am Toilettentisch“ (~1930, Öl/Leinwand)
- „Studie an den Meerfischern“ (1932, Kohlezeichnung, 55 × 45 cm incl. Rahmung)
- „Wanderer im Winter“ (Öl/Leinwand, 86 × 70 cm)
- „Idyllische Berglandschaft mit Kirche“ (Zeichnung Aquarell, Gouache/Papier, 34,7 × 24,8 cm)
- „Sonnige Landschaft mit Kuh und Mädchen“ (Zeichnung Aquarell, Gouache/Papier, 34,7 × 24,8 cm)
- „Abendmahlsstudie“ (Zeichnung Aquarell, Tinte, 19,5 × 28,5 cm)
- „Kosmische Melancholie – Zwei Paare betrachten die Uhr“ (Zeichnung Aquarell, 47 × 31 cm)
- „Artisten“ (Leinwand, 86,5 × 70,5 cm)
- „Frauen und Kahn“ (Leinwand, 86 × 71 cm)
- „3 Men playing Chess, smoking“ (36 × 23 cm)
- „Kirche in Hügellandschaft umgeben von Bäumen“ (Gouache, 24,5 × 33,5 cm)

Folgende vier Werke des Hannover Landesmuseums werden von den Nationalsozialisten 1941/1942 als „entartete Kunst“ in einem maschinengeschriebenen Verzeichnis des „Reichsministeriums für Volksaufklärung und Propaganda“ gelistet und laut dieser Liste auch alle von den Nazis vernichtet:
- „Weiblicher Halbakt“
- „Russin“
- „Mädchen mit aufgestützten Armen“
- „Sitzender weiblicher Halbakt“